# (500502) 2012 TC285
(500502) 2012 TC285 es un asteroide perteneciente al cinturón de asteroides, descubierto el 5 de octubre de 2012 por el equipo del Spacewatch desde el Observatorio Nacional de Kitt Peak, Arizona, Estados Unidos.

## Designación y nombre
Designado provisionalmente como 2012 TC285.

## Características orbitales
2012 TC285 está situado a una distancia media del Sol de 3,052 ua, pudiendo alejarse hasta 3,511 ua y acercarse hasta 2,594 ua. Su excentricidad es 0,150 y la inclinación orbital 16,79 grados. Emplea 1948,37 días en completar una órbita alrededor del Sol.

## Características físicas
La magnitud absoluta de 2012 TC285 es 16,5. 